# Maria Mamona
Maria Mamona (ur. 26 kwietnia 1954 w Krasnymstawie) − polska aktorka. Została nagrodzona nagrodami im. Elżbiety Czyżewskiej dla najlepszego aktora w 2017 roku i "Jańcio Wodnik" za najlepszą rolę kobiecą.

## Życiorys
W 1977 roku ukończyła studia na Wydziale Aktorskim Państwowej Wyższej Szkoły Teatralnej w Warszawie i zaraz po studiach rozpoczęła pracę w Teatrze Współczesnym. Tamże zadebiutowała jako Helena w „Panu Jowialskim” Aleksandra Fredry (spektakl wyreżyserował Jerzy Kreczmar).

## Życie prywatne
Była żoną reżysera i pisarza Ryszarda Bugajskiego.

## Filmografia
| Rok       | Tytuł                                        | Rola                                            | Uwagi                                |
| --------- | -------------------------------------------- | ----------------------------------------------- | ------------------------------------ |
| 1974      | Urodziny Matyldy                             | panna młoda                                     |                                      |
| 1978      | Układ krążenia                               | pielęgniarka                                    | odc. 2                               |
| 1980      | Bez miłości                                  | koleżanka Ewy                                   |                                      |
| 1980      | Sherlock Holmes i doktor Watson              | nauczycielka Marie Grande                       | odc. 10                              |
| 1981      | Białe tango                                  | żona aktora                                     | odc. 2                               |
| 1981      | Przyjaciele                                  | Weronika Kozłowska                              | odc. 4, 5                            |
| 1989      | Kapitał, czyli jak zrobić pieniądze w Polsce | klientka biura matrymonialnego                  |                                      |
| 1989      | Lawa                                         | Gubernatorowa w scenie "Balu u Senatora"        |                                      |
| 1991      | Rozmowy kontrolowane                         | sprzątaczka w suwalskiej komendzie              |                                      |
| 1998–1999 | Klan                                         | kobieta ze Stowarzyszenia Ochrony przed Sektami |                                      |
| 1998      | Złoto dezerterów                             | strażniczka w banku                             |                                      |
| 1999      | Pan Tadeusz                                  | podkomorzyna                                    |                                      |
| 1999      | Na dobre i na złe                            | matka Marty                                     | odc. 8, 9                            |
| 2000      | Twarze i maski                               | nauczycielka muzyki                             |                                      |
| 2000      | Adam i Ewa                                   | siostra Emilia                                  |                                      |
| 2001      | Pokolenie 2000                               | matka "Xeny"                                    |                                      |
| 2003      | Kasia i Tomek                                | Podgrzybkowa                                    | odc. 30                              |
| 2004      | Oficer                                       | zakonnica z Domu Małego Dziecka w Konstancinie  | odc. 2                               |
| 2004      | Pensjonat pod Różą                           | Zofia Karczewska, matka Marka                   | odc. 18                              |
| 2005      | Parę osób, mały czas                         | Celina                                          |                                      |
| 2005      | Plebania                                     | Helena Wiśniakowa, synowa Leona                 | odc. 596–598, 600, 601, 615–618, 630 |
| 2005      | Magda M.                                     | Kalinowska, klientka Piotra                     | odc. 11–13                           |
| 2005      | Boża podszewka II                            | interesantka w PUR-ze                           | odc. 1                               |
| 2006–2010 | Klan                                         | Jadwiga Gruszczenka, matka Adama Koneckiego     |                                      |
| 2006      | Kryminalni                                   | matka Kasi                                      | odc. 58                              |
| 2006      | Na dobre i na złe                            | dyrektorka szkoły                               | odc. 250                             |
| 2008      | Teraz albo nigdy!                            | Helena Nowak, matka Marty                       | odc. 4, 9, 10                        |
| 2009–2013 | Barwy szczęścia                              | Bożena Nowakowska, matka Klaudii                |                                      |
| 2009      | Nigdy nie mów nigdy                          | "Babon", pracownica ośrodka adopcyjnego         |                                      |
| 2009      | Ojciec Mateusz                               | pielęgniarka                                    | odc. 12, 13                          |
| 2009      | Siostry                                      | Łucja Nawrocka, babcia Gawła                    | odc. 9                               |
| 2009      | U Pana Boga w ogródku                        | Cielęcka, matka Mariana                         | odc. 10                              |
| 2009      | Generał Nil                                  | Helena Błociszewska                             |                                      |
| 2010      | 1920. Wojna i miłość                         | dziedziczka Agata Kulczycka                     | odc. 11                              |
| 2010      | Hotel 52                                     | czytelniczka Britty Svensson                    | odc. 22                              |
| 2010      | Ratownicy                                    | turystka Ewa                                    | odc. 5                               |
| 2011      | Lęk wysokości                                | matka Ewy                                       |                                      |
| 2012–2013 | Pierwsza miłość                              | Marta Kmiecińska, matka Zbigniewa i Szymona     |                                      |
| 2012–2013 | Na krawędzi                                  | dyrektorka domu opieki                          | odc. 9, 12                           |
| 2012      | Szpiedzy w Warszawie                         | pani Schimmel                                   | odc. 1                               |
| 2013      | Układ zamknięty                              | Maria Kostrzewa, żona Andrzeja                  |                                      |
| 2013      | W imię...                                    | matka "Gajo"                                    |                                      |
| 2014      | Prawo Agaty                                  | Tilkertowa, matka Renaty                        | odc. 78–80                           |
| 2015      | Ziarno prawdy                                | pani Rojska                                     |                                      |
| 2016      | Zaćma                                        | Julia Brystigerowa                              |                                      |
| 2016      | Strażacy                                     | Janina, matka Mateusza                          | odc. 19                              |
| 2018      | Na dobre i na złe                            | Alina Kowalczyk                                 | odc. 703                             |
| 2019      | Motyw                                        | Teresa Tkaczyk, matka Luizy                     |                                      |
| 2020      | Komisarz Alex                                | Zofia Ochyra                                    | odc. 170                             |
| 2021      | Lokatorka                                    | sąsiadka Markowskich                            |                                      |
| 2022      | Marzec ’68                                   | pani Hela, znajoma Bielskich                    |                                      |
| 2022      | Sługa narodu                                 | Krystyna Sroka                                  |                                      |
| 2023      | Grzechy sąsiadów                             | Maria Święcicka, matka Ewy                      |                                      |
| 2023      | Klara                                        | Krystyna, matka Wojciecha                       | odc. 5                               |
| 2024      | Treasure                                     | tłumaczka Karolina                              |                                      |